# Fokino
Fokino (oroszul: Фокино) szövetségi irányítás alatt levő zárt város Oroszország Tengermelléki határterületének Skotovói járásában. Közigazgatásilag 2 városi jellegű település tartozik hozzá (zárójelben népességük 2005-ben): Dunaj (Дунай) (8,8 ezer lakos) és Putyatyin (Путятин) (1,1 ezer). A Nagy Péter-öböl partján fekszik, Vlagyivosztoktól közúton mintegy 130 km-re keletre.
Lakossága: 2005-ben 26 ezer fő; 23 696 fő a 2010. évi népszámláláskor.
A város elődje, Promiszlovka (Промысловка) falu 1899-ben jött létre és 1958-ban nyilvánították munkástelepüléssé, amikor új nevet is kapott (Tyihookeanszkij/Тихоокеанский („csendesóceáni”) vagy a köznyelvben Tyihasz/Тихас). 1980. október 4-én nyilvánították titkos várossá Skotovo-17 (Шкотово-17) fedőnéven (mai nevét hivatalosan 1994 januárjában vette fel). Az Orosz Haditengerészet Csendes-óceáni Flottájának fő bázisa található ott. A Szovjetunió összeomlása után a város hanyatlásnak indult.
Fokinóhoz tartozik közigazgatásilag a Nagy-Péter-öbölben fekvő két sziget: a nagyobb, 12 km hosszú Putyatyin-sziget, melyen az azonos nevű halászfalu fekszik és a turisták kedvelt célpontja, valamint a lakatlan, 6 km-es Aszkold-sziget, amelynek partjai sziklásabbak, és ami jelentős aranykészletekkel rendelkezik.

## Külső hivatkozások
- Térkép